# Agaricus subrufescens
Agaricus subrufescens Peck, 1893 è un fungo basidiomicete saprofita, commestibile, del genere Agaricus.

## Descrizione

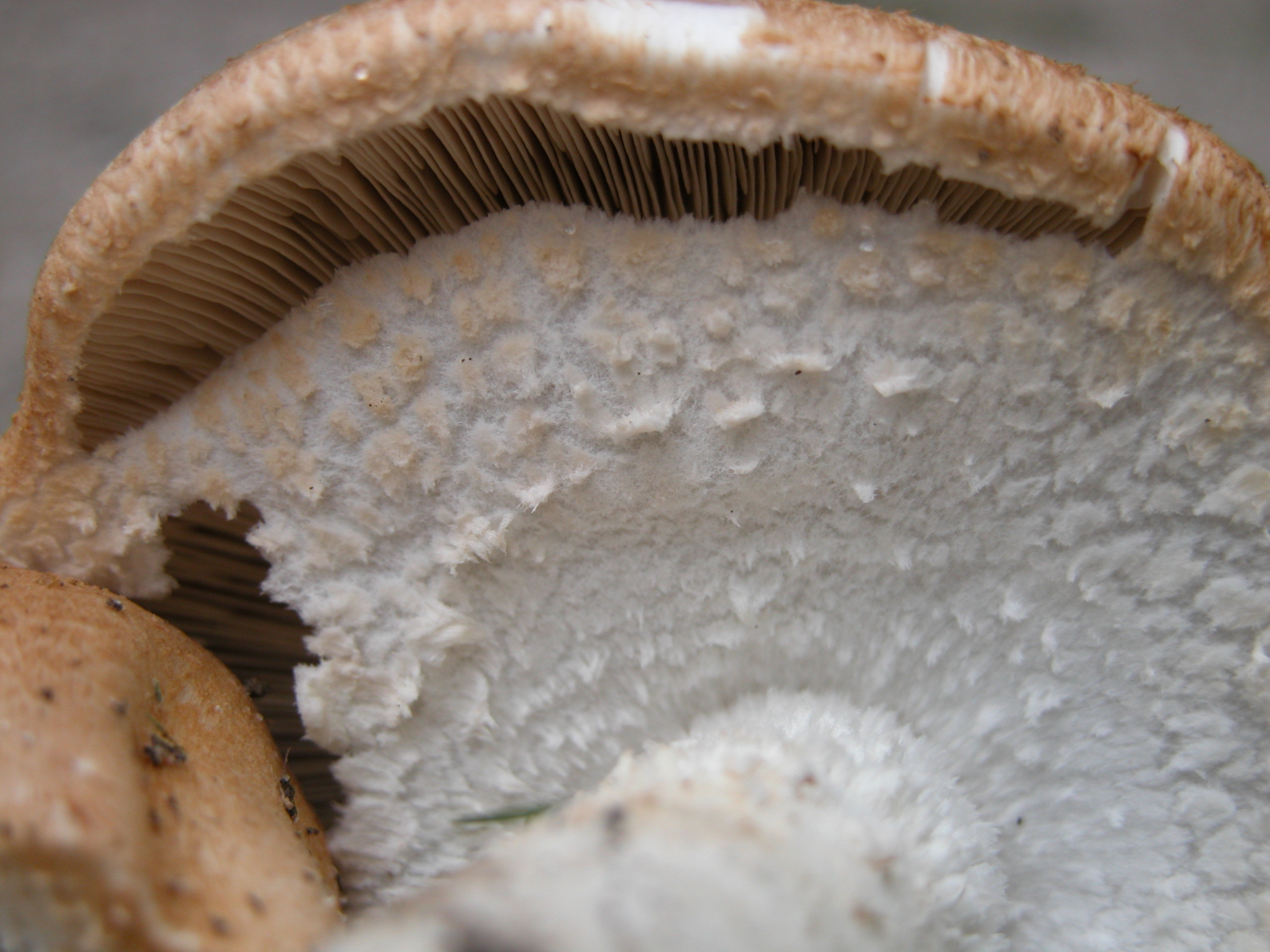
Dettaglio di gambo e anello di Agaricus subrufescens

Il cappello, inizialmente emisferico, diviene successivamente convesso e raggiunge un diametro di 5-18 cm. La superficie del cappello è ricoperta da fibrille setose, che con l'invecchiamento dell'esemplare diventano più squamose. Il colore del cappello varia dal bianco, al grigiastro, ad una tonalità sbiadita color ruggine; il suo margine si sfalda tipicamente negli esemplari più vecchi. La carne di A. subrufescens è bianca, ha un deciso odore gradevole di mandorle e un sapore delicato e dolce. Le lamelle sono libere al gambo, fitte e ben adese tra loro; negli esemplari giovani sono biancastre, diventando poi rosacee e infine brunastre, per via della maturazione delle spore; queste ultime sono di forma ellissoidale, con superficie liscia, dimensioni di 6-7 per 4-5 micron, violacee al microscopio e costituiscono sporate di colore marrone.
Il gambo è bianco-brunastro, resistente negli esemplari giovani e più friabile in quelli vecchi, alto 6-15 cm e largo 1-1,5 cm, è rigonfio alla base e presenta un anello; quest'ultimo è a doppio strato, robusto, biancastro e di consistenza flocculare nella parte inferiore.

## Distribuzione e habitat
A. subrufescens fruttifica con carpofori singoli o a gruppi su lettiere di foglie su suoli molto ricchi di sostanze nutritive, nelle foreste decidue ma anche in giardini privati. Segnalato e descritto per la prima volta negli Stati Uniti nord-occidentali e in Canada, è stato successivamente riscontrato anche in California, Hawaii, Gran Bretagna, Paesi Bassi, Taiwan, Filippine, Iran, Australia, Brasile e Uruguay.

## Commestibilità
A. subrufescens è un fungo commestibile, apprezzato per il suo sapore tenue ma gradevole e per l'intensa fragranza di mandorle che emana. È impiegato nella medicina alternativa e nella medicina tradizionale per le sue supposte proprietà antitumorali; non sono stati tuttavia svolti studi clinici in grado di accertare tollerabilità e benefici di un'assunzione continuativa di A. subrufescens. Alcune ricerche indicano anzi che il consumo abituale di agarici in generale, oltre a determinare reazioni allergiche, può produrre danni al fegato sul lungo periodo, come desumibile dall'aumento della concentrazione nel sangue di alcuni enzimi epatici, in particolare in donne affette da carcinoma ovarico, La Food and Drug Administration ha regolamentato la vendita di prodotti a base di agarici, dissuadendo dal dichiararne i presunti effetti benefici sul sistema immunitario.
In Agaricus subrufescens sono stati isolati i blazeispiroli, una categoria di composti chimici simili all'ergostano.